# Max Egger (Politiker)

Max Egger (1989)

Max Egger-Schnyder (* 1. Mai 1927 in Solothurn; † 23. Oktober 2019; heimatberechtigt in Solothurn und Steinhof SO) war ein Schweizer Politiker (CVP), Jurist und Schriftsteller.

## Leben
Die Primarschule und unteren Gymnasialklassen absolvierte Max Egger in Solothurn, die Matura erlangte er am Kollegium Schwyz. Anschliessend studierte er in Bern und Genf Rechtswissenschaften und promovierte 1953. Danach war er zehn Jahre lang in der Industrie tätig, ehe er 1963 Verwaltungsdirektor des Bürgerspitals Solothurn wurde. 1973 wurde er als Nachfolger für den in den Regierungsrat gewählten Staatsschreiber Alfred Rötheli gewählt. 1985 wurde Egger dank einem Pakt zwischen der CVP und der FDP auf Kosten des zweiten SP-Sitzes in den Regierungsrat des Kantons Solothurn gewählt. Im Gegenzug wurde der freisinnige Konrad Schwaller Nachfolger Eggers als Staatsschreiber. Bei den Erneuerungswahlen 1989 wurde Egger mit dem besten Resultat aller Kandidierenden im ersten Wahlgang problemlos wiedergewählt. 1992 trat er aus dem Regierungsrat zurück, sein Nachfolger wurde Thomas Wallner.

## Schriften
- Die Vorrechte und Befreiungen zugunsten internationaler Organisationen und ihrer Funktionäre. Dissertation. Typographische Anstalt, Wien 1954.
- Oh Solothurn. Gedanken und Erinnerungen in Versen. Aare, Solothurn 1987.
- Willi Ritschard – ein Leben für die Schweiz. In: Solothurner Jahrbuch. Habegger, Derendingen 1984.

Weitere Veröffentlichungen in Sammelwerken und Periodika.